# Federica Angeli
Federica Angeli (Roma, 20 de octubre de 1975) es una periodista italiana. 

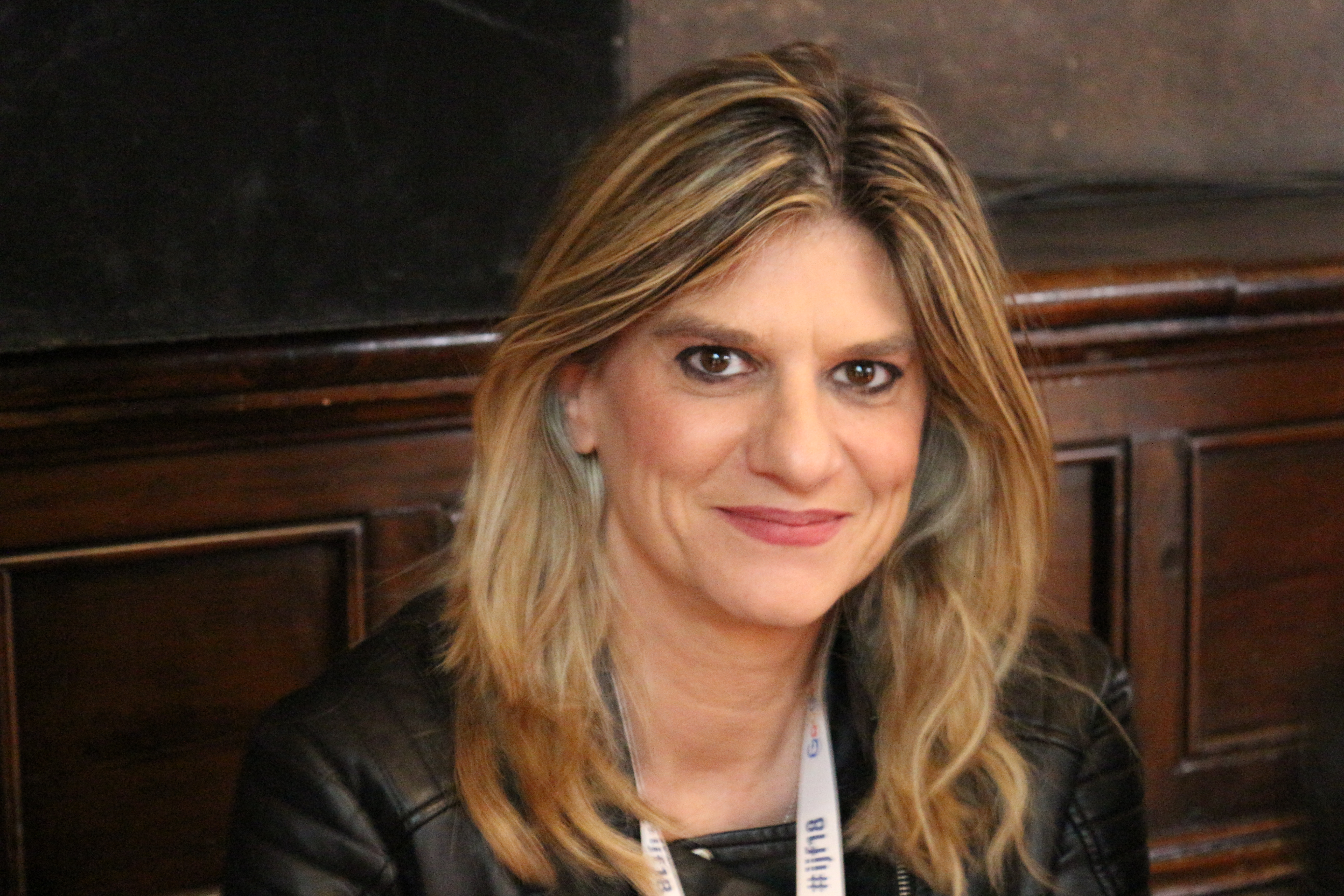
Federica Angeli en el Festival internacional del periodismo de 2018

Cronista de noticias criminales y judiciales del periódico La Repubblica, es conocida por sus investigaciones sobre la mafia romana, en particular sobre la de Ostia. Debido a sus indagaciones vive bajo vigilancia desde el 17 de julio de 2013.

## Biografía
Nació en Roma en 1975, se graduó en 2003 en la Universidad de Roma “La Sapienza” en Sociología y más tarde en Jurisprudencia.
En 1998 empezó a escribir para el periódicoLa Repubblica ocupándose de las noticias criminales y judiciales. Desde 2005 ocupa el encargo de redactora.
Como periodista realizó varias investigaciones. En 2011, junto con su colega Marco Mensurati, escribieron un artículo donde denunciaban una golpiza y una serie de novatada en el cuartel del “Núcleo operativo central de seguridad” (NOCS) en Spinaceto, Roma.
En 2013 Federica Angeli realizó, junto con Carlo Bonini, una investigación sobre el vínculo que había entre los diferentes grupos del crimen organizado en Ostia y la administración pública, de la cual salió otra investigación judicial sobre el racketeering que había en Ostia.
La última investigación acabó con un gran operativo policial llamado “Nuova Alba”, donde fueron detenidas 51 personas, pertenecientes a los clanes Fasciani, Triassi y Cuntrera-Caruana. La acusación fue de corrupción, infiltración en los órganos administrativosy en la adjudicación de viviendas sociales, usura y posibles conexiones con el asesinado de Giuseppe Valentino, que ocurrió el 22 de enero de 2005 en el interior de su bar cerca de “porta Metronia” en Roma.
A causa de su trabajo sobre la criminalidad organizada de Ostia, Angeli fue amenazada de muerte y desde el 17 de julio de 2013 vive bajo vigilancia permanente.
El 21 de diciembre de 2015 el presidente de la República Italiana Sergio Mattarella le otorgó el título de Oficial de la Orden al Mérito de la República Italiana por su compromiso en la lucha contra la mafia.
El 25 de enero de 2018 la operación “Eclisse” permitió el arresto de 32 personas del clan Spada de Ostia, detenidas por asociación delictiva de tipo mafioso. El 19 de febrero de 2018, el director de La Repubblica Mario Calabresi y el subdirector Sergio Rizzo acompañaron a Angeli a testificar en el juicio contra Armando Spada. El 19 de abril de 2018, los fiscales de Roma escucharon a Angeli en el “juicio Spada”, que involucraba a los afiliados del mismo clan mafioso de Ostia por tentativa de doble homicidio.
El 7 de abril de 2018, entregaron a la sede romana del periódico Il Fatto Quotidiano un sobre dirigido a ella, que contenía una bala.
En el octubre de 2020 la alcaldesa de Roma Virginia Raggi (miembro del partido Movimiento 5 Estrellas) nombró a Angeli como su delegada para las periferias y la legalidad. La periodista fue criticada por haber aceptado este nombramiento, que sorprendió casi todo el mundo político, porque Angeli anteriormente se expresó de manera muy dura contra aVirginia Raggi. Dirigiéndose a la alcaldesa, en junio de 2018 en el periódico La Repubblica, Angeli escribió “las declaraciones contra a los “Spada” y los anuncios sobre los abusos de los “Casamonica” nunca se trasformaron en actos administrativos concretos y eficaces”.

## Libros y la película sobre su vida
Publicó seis libros, todos relacionados con el periodismo. Entre estos está la autobiografía A mano desarmada. Crónica de mil setecientos días bajo vigilancia, que editó Baldini y Castoldi, y a partir de la cual se hizo una película en 2018 con Claudia Gerini, como protagonista. Respecto a la película comentó:
“El mensaje de la película es que no soy una superheroína, yo soy una mujer normal, pero con la terquedad de seguir adelante y ganar. Nunca habría aceptado una película que se pusiera del lado de los delincuentes, como pasa en muchísimas series con éxito. ¡Acabamos con el mal! Los malos solo aparecen en muy pocas escenas y sirven para explicar la historia”.
Federica Angeli todavía vive en Ostia:
“Nunca he pensado en irme, aunque vivir allí no es fácil y el tiempo ha demostrado como han sido ellos, los mafiosos, los que se han alejado ya que terminaron en la cárcel. La gente ha tenido ánimo y ha empezado a denunciar y también los comerciantes se han rebelado. Por supuesto, todavía hay una zona gris muy grande, los mafiosos no solo son lo que disparan, que son los más visibles, sino también los emprendedores corrompidos y los políticos que asignan licitaciones”.
Como por ejemplo Aldo Papalini, una figura a la cumbre de Municipio que está procesado por la sustracción de un establecimiento balneario de “Cral Poste Italiane” a favor de la sociedad “Blu Dream”, de la que Spada era socio de hecho. “Las relaciones con la mafia son difíciles de eliminar, eran vividas con normalidad y es difícil cambiar una mentalidad de este tipo”.

## Agresiones
Angeli vive bajo vigilancia desde julio de 2013, después de haber denunciado un tiroteo que tuvo lugar fuera de su casa en Ostia entre los dos clanes rivales (el clan Spada y el clan Triassi), de que ella fue el único testigo ocular. Antes de este acontecimiento la secuestraron en una habitación y la amenazaron de muerte por haber entrado con una cámara en un establecimiento balneario en Ostia gestionado por los Spada. En principio, su periódico La Repubblica para protegerla la había sacado del caso, pero luego ella volvió a trabajar en el campo.
Armando Spada fue condenado a un año de prisión por intento de violencia contra la periodista de La Repubblica Federica Angeli. La historia se remonta al 13 de mayo de 2013, cuando la periodista junto con dos operadores de vídeo, se presentó en el lido Orsa Maggiore, en Ostia, para una investigación sobre las penetraciones de la criminalidad organizada en el negocio de los establecimientos balnearios. Después de haber preguntado algunas cosas, la reportera se había encontrado cara a cara con Spada. Él, molesto, le dijo: “Ahora voy a dispararte en la cabeza”: una amenaza para intentar hacer que el cámara eliminara el rodaje hecho hasta aquel momento, pero el cámara no lo hizo, aunque simuló hacerlo.
La fiscal Gabriella Chiusolo había pedido un año y cuatro meses de condena. "Esta sentencia llega siete años después de lo que pasó, al final de un proceso judicial bastante conflictivo - comentó al final del juicio el abogado Giulio Vasaturo, defensor de la parte civil de Angeli - siete años que Federica Angeli y su familia pasaron bajo vigilancia por las amenazas de las mafias de Ostia”.

Sin embargo, Federica Angeli dijo estar decepcionada con la sentencia y al final de la audiencia dejó un exabrupto en su página de Facebook: 
"Armando Spada es por lo tanto culpable, al menos en primera instancia. Pero a causa de la lentitud de la burocracia italiana, dentro de noviembre de 2021 no se llegará a la sentencia del recurso de Casación. Entonces terminó así, con la justicia que falló porque no pudo proteger a una ciudadana víctima de amenazas. Yo por mi parte tuve la satisfacción de verlo perder hoy y saber que no tengo miedo a la mafia. Lucharé contra esa con todos los instrumentos a mi disposición. Seguimos adelante”.
En noviembre de 2020 Angeli sufrió su última agresión: las mujeres del clan Spada amenazaron con matar a los tres hijos de la periodista y por eso asignaron la vigilancia también a los niños. Angeli afirmó que es una situación complicada para sus hijos, sobre todo para el mayor, que tiene catorce años y acaba de entrar en la edad en la que quiere salir con sus amigos, pero no quiere ir con la policía a su lado. A pesar de esto, él no culpa a su madre, sino que dijo ahora entiende más lo que ella está viviendo.

## La vida bajo vigilancia
En una entrevista publicada el 18 de noviembre de 2020 en Deabyday, Federica Angeli contó así su vida de periodista bajo vigilancia: 
“Es como si yo abdicara. Entrego totalmente mi vida a las personas que se ocupan de mi seguridad. Empezando con el horario de salida, que tengo que acordar el día antes, y además está la vigilancia allí en el rellano esperándote: solo puedes salir de casa después de una señal acordada”. 
Su existencia está muy condicionada: “Hay bares donde yo puedo ir a desayunar y otros donde no puedo. En general, paso toda mi jornada laboral y privada con dos personas más”. Angeli tampoco puede conducir, siempre va en un automóvil blindado. Para conducir ella misma, debería poder comprar uno y, en cualquier caso, nunca estaría sola, considerando que siempre debería ir con dos oficiales.

## Honores
- Fue nombrada Oficial de la Orden al Mérito de la República Italiana “por su compromiso en la lucha contra la mafia” – 21 de diciembre de 2015.[12]
- El 27 de agosto de 2020 el municipio de Fiorano Modenese le otorgó la ciudadanía de honor «por la valiente contribución contra el crimen organizadoy la importante dedicación prodigada a favor de la legalidad».[22]

## Premios y reconocimientos
- Premio “Passetti Cronista” del año 2012 para la investigación sobre el caso de novatada al interior del cuartel del Nocs.[23]
- Premio “Passetti Cronista” del año 2013 (placa del Ministerio del Interior), por una investigación sobre el comercio ambulante de la familia Tredicine a Roma.
- Premio Mujer del año 2014, entregado por el décimo municipio de Romapor una investigación sobre actividades ilegales en Ostia.
- Placa al civismo de la región Lacio por la lucha contra las mafias de Romaen el Lacio, el 17 de julio de 2014.
- Medalla por el “Premio bondad”, que le otorgó en diciembre de 2014 el presidente de la República Giorgio Napolitano.
- Premio Mujer de Roma de 2015, que le otorgó con motivo de la jornada del 8 de marzo el alcalde de Roma Ignazio Marino.
- Premio Mario Francese en 2015, para el compromiso contra la criminalidad organizada.[24]
- El Artículo 21 le otorgó un premio como símbolo del periodismo de investigación italiano, en mayo de 2015.
- Premio Falcone y Borsellino, en 2016.
- Premio Nacional Paolo Borsellino, en 2017.[25]
- Premio Arrigo Benedetti- ciudad de Barga(2017), junto con Ferruccio de Bortoli para sus investigaciones.[26]
- Premio “Estense” de 2018 para su libro A mano desarmada. Crónica de mil setecientos días bajo vigilancia.[27]
- Premio en memoria de Daphne Caruana Galizia, por haber hecho oír la voz de la verdad y de la transparencia.[28]

Esta página es una traducción de la página de Wikipedia italiana.